# Helena Fonseca
Helena Fonseca é uma roteirista de histórias em quadrinhos brasileira.

## Trabalhos
Escreveu roteiros para a revista do Capitão 7, um dos heróis mais antigos das HQs brasileiras.
Foi uma das principais roteiristas das HQs de Targo, um tarzanide (cópia de Tarzan).
Além disso, escreveu muitas histórias de terror. Chegou inclusive a escrever histórias sobre Drácula e sua filha Naiara e Juvêncio, o justiceiro do sertão.
Trabalhou na editora Abril, onde escreveu roteiros para histórias em quadrinhos de personagens Disney, como Margarida.
Em 2017, seu nome foi escolhido para comemorar os dez anos da gibiteca da Escola Municipal Judith Lintz Guedes Machado de Leopoldina, Minas Gerais, criada pela professora Natania Nogueira.

## Troféu Angelo Agostini
Em 1995, Helena Fonseca ganhou o Prêmio Angelo Agostini na categoria Mestre.